# 筑摩型防護巡洋艦
筑摩型防護巡洋艦(ちくまがたぼうごじゅんようかん)は日本海軍の防護巡洋艦(二等巡洋艦)。
同型艦3隻。

## 概要
明治40年(1907年)度からの補充艦艇費により建造された二等巡洋艦。
日本海軍最後の防護巡洋艦になる。基本計画番号C18。設計は有田延造船官による。
利根の計画を基に拡大した艦型となり、
防護巡洋艦ではあるが、魚雷発射管室舷側に89mmの装甲板を装備した。また日本海軍巡洋艦で初めてタービン機関を採用した。これにより利根(レシプロ機関)より速力が3ノット増加し、26ノットを得た。
3隻が建造され、
筑摩は佐世保海軍工廠で、
矢矧は三菱合資会社三菱造船所、
平戸は川崎造船所
とそれぞれ民間造船所で建造、後者2隻は民間造船所で建造された初めての巡洋艦となった。3隻は第一次世界大戦に従軍、大正末期から主に海外警備に当たり、筑摩は1931年(昭和6年)除籍。残る2隻は1940年(昭和15年)に除籍され、太平洋戦争中は停泊練習艦として使用された。

## 艦型

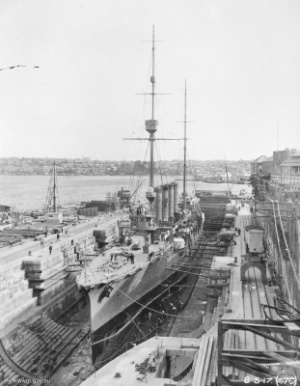
1917年にシドニー港のドライドックに入渠中の「平戸」。細長い船体が良く判る。

### 船体
船体は利根より大型化されて排水量が500英トンほど増加したが、幅と吃水はほぼ同じ、長さは利根よりだいたい88フィート(約27m)ほど長い。船体のL/B(長さと幅の比)が9.8と当時としては非常に細長い船体となった。艦首は利根と同じクリッパー型艦首を備えるが利根ほどシャープで無い。艦尾はクルーザースタンとした。また船殻材にHT鋼(高力鋼)を使用した(利根は軟鋼)。
マストと煙突は共に直立し、利根と異なった外観となった。

### 機関
主機に日本海軍巡洋艦で初めてタービン機関を採用した。
筑摩と平戸にはカーチス式衝動型直結タービン2基で2軸となった。このタービンは河内と同じタービンで、直径を3インチ小さい9インチに変更等をしたものだった。矢矧のみはパーソンズ式で異なり、反動型の高圧タービン1基と低圧タービン1基を並列配置で1組として2組4軸推進と異なる構成とした。これにより艦尾水線下の形状が他艦と違う。この時期のタービン機関の発達は急速で、次の天龍型ではギヤード・タービンが採用され、日本の巡洋艦で直結タービンを採用したのは本型のみとなった。
機関出力は22,500馬力、速力26ノットを計画した。公試では筑摩で26.83ノット、平戸で26.87ノット、矢矧で27.14ノットと何れも計画を上回った。
ボイラーは国産のイ号艦本式缶で燃料は石炭と重油を使用する大型混焼缶12基と小型混焼缶4基である。第1缶室のみ容積の関係で小型ボイラー4基を搭載し、その他の缶室は大型ボイラーを4基ずつ設置した。
本型の第2の特徴は筑摩において大型缶12基に初めて過熱器が付けられたことである。蒸気圧力は275平方ポンド、温度は筑摩で過熱度55°Fの過熱蒸気、平戸は飽和蒸気を使用した。これにより筑摩では速力21.5ノット以上で缶水の節約が出来、最大8%ほどの節約となった。

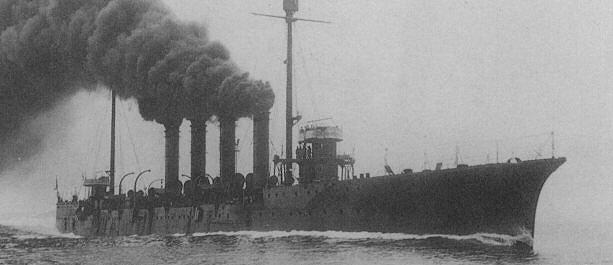
1912年5月25日、全力公試運転中の「矢矧」。新造艦では日本海軍初の4本煙突艦であった。

煙突はボイラー4基の排煙を1本にまとめ、日本海軍で(戦利艦を除き)初めての4本煙突艦となった。
当時の外国巡洋艦もタービン機関を採用した艦は4本煙突であった。タービンの出力が増加したため、必要なボイラーの数が増してボイラー区画が長くなり、結果として煙突の数が増えたと思われる。

### 兵装
主砲は45口径四一式15cm(6インチ)砲8門を搭載した。砲はシールド付きで最大仰角18度、最大射程14,800m、
艦首甲板と艦尾甲板の中心線上に1門ずつ、前後マスト両舷の上甲板にスポンソンを設けて1門ずつ、二番煙突付近の上甲板に片舷1門ずつ装備した。
これにより艦首尾上には3門、舷側方向は5門の砲力を有した。中間砲は廃止された。副砲は40口径8cm(3インチ)砲単装4基
で4番煙突の舷側部に装備した。機銃は竣工時には麻式6.5mm機砲(マキシム機銃) 2挺、後に(6.5mm)三年式機銃2挺に変更された。竣工後の1919年(大正8年)に40口径三年式8cm高角砲を3番・4番煙突の間に単装砲架で片舷1基ずつ計2門を搭載した。
魚雷発射管は45cm水上発射管を3基、
後部マスト付近の中甲板に片舷1基ずつ、また艦尾に1基を装備した。
日露戦争当時の魚雷は冷走魚雷のみだったが、建造時期には熱走魚雷となる(45cm)四四式魚雷が実用化され、本型では6本を搭載した。
探照灯は90cmを艦橋の左右舷に1基ずつ、後部艦橋上に2基、前後マスト上に1基ずつ、合計6基を装備した

### 装甲
水平装甲は防護甲板を水平部で22.2mmニッケル鋼で構成し、傾斜部(傾斜35°)では22.2mmニッケル鋼の上に9フィート(約2.74m)幅の35mmニッケル鋼を重ねた。魚雷発射管室の舷側は、船体舷側の12.7mmHT鋼の上に3.5インチ(89mm)クルップ鋼を重ねた。
その他司令塔の装甲は4インチ(102mm)クルップ鋼だった。

## 艦歴

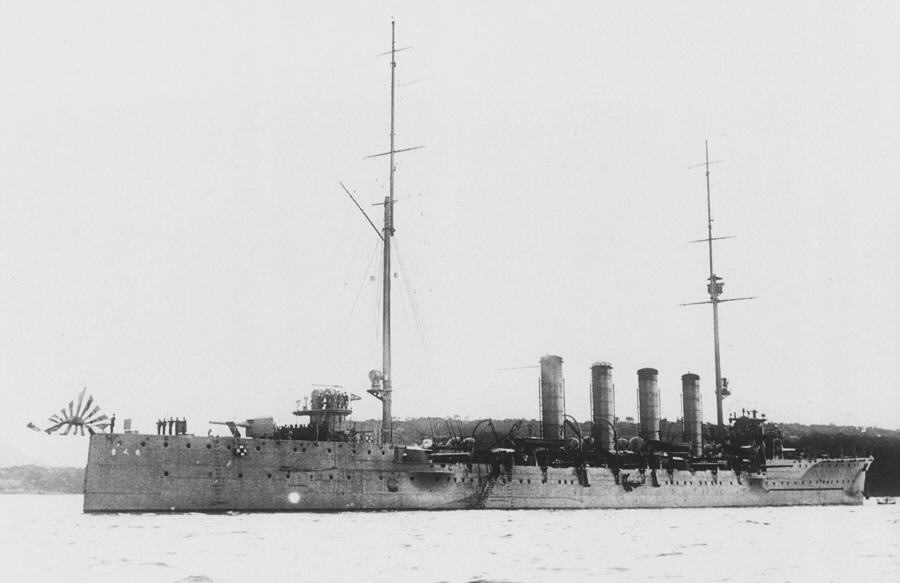
1912年5月18日、竣工翌日の「筑摩」。艦尾で軍艦旗掲揚を行っている。

第一次世界大戦には3隻とも参戦しドイツ帝国領ドイツ領ニューギニア攻略作戦等に参加した。
開戦時に筑摩・矢矧の2隻は第4戦隊所属であったが、ドイツ東洋艦隊による通商破壊を防ぐために1916年(大正5年)より第三特務艦隊としてオーストラリアシドニーに派遣されたが、わずか半年後に護衛任務を解かれ、第一特務艦隊となりインド洋の通商保護作戦に従事した。
平戸は南シナ海警備にあたり、1916年3月から12月にかけてシンガポール基地から南太平洋方面の作戦に従事した。
第一次世界大戦後は1921年(大正10年)から筑摩が中国大陸へ進出し警備に当たった。
残る2隻も大正末から中国方面へ進出、1932年(昭和7年)から平戸が上海事変時に華北警備、1933年(昭和8年)に満州事変時に熱河作戦の支援として旅順港で任務に就いた。矢矧も昭和10年代(1930年代後半)まで同地で警備に従事した。
筑摩は1931年(昭和6年)に除籍され、1935年(昭和10年)頃に実験艦として撃沈処分された。残る2隻は1940年(昭和15年)に除籍、太平洋戦争中は練習艦として使用され、戦後に解体された。

## 同型艦
- 筑摩 [I]
- 矢矧 [I]
- 平戸 [I]